# 刘新云
刘新云（1962年9月—），男，汉族，山东淄博人，中华人民共和国政治人物。

## 生平
刘新云出生于山东淄博，拥有中共山东省委党校大学学历，经济学硕士学位。1981年7月毕业于山东省公安学校，后进入淄博市公安局工作，至1984年5月加入中国共产党，历任淄博市公安交警支队副支队长、淄博市公安局张店分局局长等职。2002年12月，升任淄博市公安局政委、党委副书记。2005年12月，升任菏泽市公安局局长。2008年11月，出任菏泽市人民政府副市长，市公安局局长。2011年12月，任济南市公安局局长。2014年12月，调任公安部网络安全保卫局局长。2018年1月空降山西，出任山西省人民政府副省长，山西省公安厅厅长、党委书记。

## 落马
刘新云在“扫黑除恶专项斗争”中表现良好，但也有很多同事和下属称其工作作风霸道，政治欲望很强，好大喜功，经常不顾民警们的死活，不仅对下属苛刻，对检察院和法院的领导也十分傲慢，甚至用技侦手段监听山西省委、省政府的领导，空降山西后从未看望过离退休老同志，把省内大多数地级市的公安局局长和公安厅下属部门的负责人都换成了自己的心腹，因此口碑不佳，被手下人称为“酷吏”，以至于在其落马后有不少民警聚会庆祝。他经常向人吹嘘自己“后台很硬”，认识某中央高层的亲属。在山东任职期间，他曾遇到一个自称和某中央高层亲属关系密切的骗子并信以为真，结果上当受骗。生活中的刘新云十分迷信，2020年曾专程去绛县拜访一位所谓的“大师”，对方说他三个月后会升官，结果却在第二年落马。刘还经常插手具体案件，滥用职权，严重破坏当地司法和营商环境，包括2018年违规让来自山东老家的济南企帮信息技术有限公司垄断山西省公安系统的大数据平台，私吞从闻喜县盗墓黑帮处收缴的珍贵文物用于行贿，2019年插手孝义市“套路贷”涉黑案件等。
2021年3月31日，全国政法队伍教育整顿中央第三督导组进驻山西，收到大量涉及刘新云的举报信。4月2日，刘新云出席了在山西省公安厅召开的“昆仑2021”暨“利剑斩污”专项行动动员部署会，这是他最后一次公开亮相。4月9日，中纪委宣布刘新云涉嫌严重违纪违法，正接受中央纪委国家监委纪律审查和监察调查。知情者透露，刘在山西省委开会时突然被中纪委工作人员从会场带走，送上地下停车场早已准备好的汽车。从在山东任职时期就跟随他的心腹秘书郭帅也于同日被查。8月16日，刘被开除党籍、开除公职。8月27日，被逮捕。10月9日，刘新云涉嫌受贿、滥用职权案，由国家监察委员会调查终结，经最高人民检察院指定，由河北省廊坊市人民检察院审查起诉，廊坊市人民检察院已向廊坊市中级人民法院提起公诉。
2022年1月6日，河北省廊坊市中级人民法院一审公开开庭审理刘新云受贿、滥用职权一案。廊坊市人民检察院起诉指控：1998年至2021年，被告人刘新云借职务之便，为有关单位和个人在企业经营、子女入学、案件办理等方面提供帮助，非法收受财物共计折合人民币1333万余元。2018年3月至2021年4月，刘新云在担任山西省人民政府副省长、省公安厅厅长期间，违反有关法律法规和制度规定，违背信息化技术发展和项目建设规律，在山西省公安执法全流程智能管理平台等信息化项目建设过程中，滥用职权，致使公共财产、国家和人民利益遭受重大损失，情节特别严重。提请以受贿罪、滥用职权罪追究刘新云的刑事责任。刘新云当庭表示认罪、悔罪。9月21日，河北省廊坊市中级人民法院一审宣判，以受贿罪判处刘新云有期徒刑12年，并处罚金人民币100万元，以滥用职权罪判处有期徒刑4年，决定执行有期徒刑14年，并处罚金人民币100万元；对刘新云受贿犯罪所得及孳息依法予以追缴，上缴国库。

## 关联人物
- 孙力军团伙主要成员：孙力军、王立科、龚道安、邓恢林